# Äppelbo finnmark
Äppelbo finnmark är ett finnskogsområde i Äppelbo socken i Övre Dalarna i sydvästra delen av Vansbro kommun med del i norra Rämmens socken i Filipstads kommun. I finnmarken återfinns byar och torp som Nybofjäll, Sågen och Skärfjällen. Äppelbo finnmark gränsar bland annat till Malungs finnmark och Säfsnäs socken (f.d. Nås södra finnmark).
I projektet Finnmarkens Miljö & Kulturarv inventerades de skogsfinska bosättningarna Erikjansvallen i Rödhällberget, Nedre och Övre Sågtorpet i Brindoset, Oljansas och Karl Petters i Ärtberget samt Örberget.
En järnvägsstation låg i byn Sågen.

## Byar och torp
Lista över några byar och torp i Äppelbo finnmark.
- Vansbro kommun:
  - Barkuberget
  - Brindoset
  - Källmyråsen
  - Lakoberget
  - Långmarken (del av)
  - Nybofjäll
  - Päckfallet
  - Spångmyrfallet
  - Sågbyn
  - Sågen
  - Vålåsfjället
  - Ärtberget
  - Örberget
- Filipstads kommun:
  - Långmarken (del av)
  - Skärfjällen
  - Stora Lönnhöjden
  - Tallåsen